# Sanal Edamaruku
Sanal Edamaruku (ur. 1955 w Thodupuzha w stanie Kerala) – indyjski działacz ruchu wolnomyślicielsko-racjonalistycznego. Syn Josepha.
Stoi na czele jednej z największych i najprężniejszych organizacji racjonalistycznych na świecie – „Indian Rationalist Association” (Delhi). Jest także prezesem federacji „Rationalist International”. Zorganizował trzy międzynarodowe konferencje racjonalistyczne (1995, 2000, 2002). Jest wyśmienitym mówcą, miał wykłady w wielu krajach Zachodu. Napisał kilka książek i dziesiątki artykułów tłumaczonych na wiele języków. Jego działalność krzewiąca kulturę rozumu w otoczeniu radykalnie niesprzyjającym, ukierunkowana przede wszystkim na indyjskie wsie, spowodowała tam „cichą rewolucję” mentalną ludności.